# Vespa daedala
Vespa daedala är en getingart som beskrevs av Martin Lichtenstein 1796. Vespa daedala ingår i släktet bålgetingar, och familjen getingar. Inga underarter finns listade.